# Lasagna

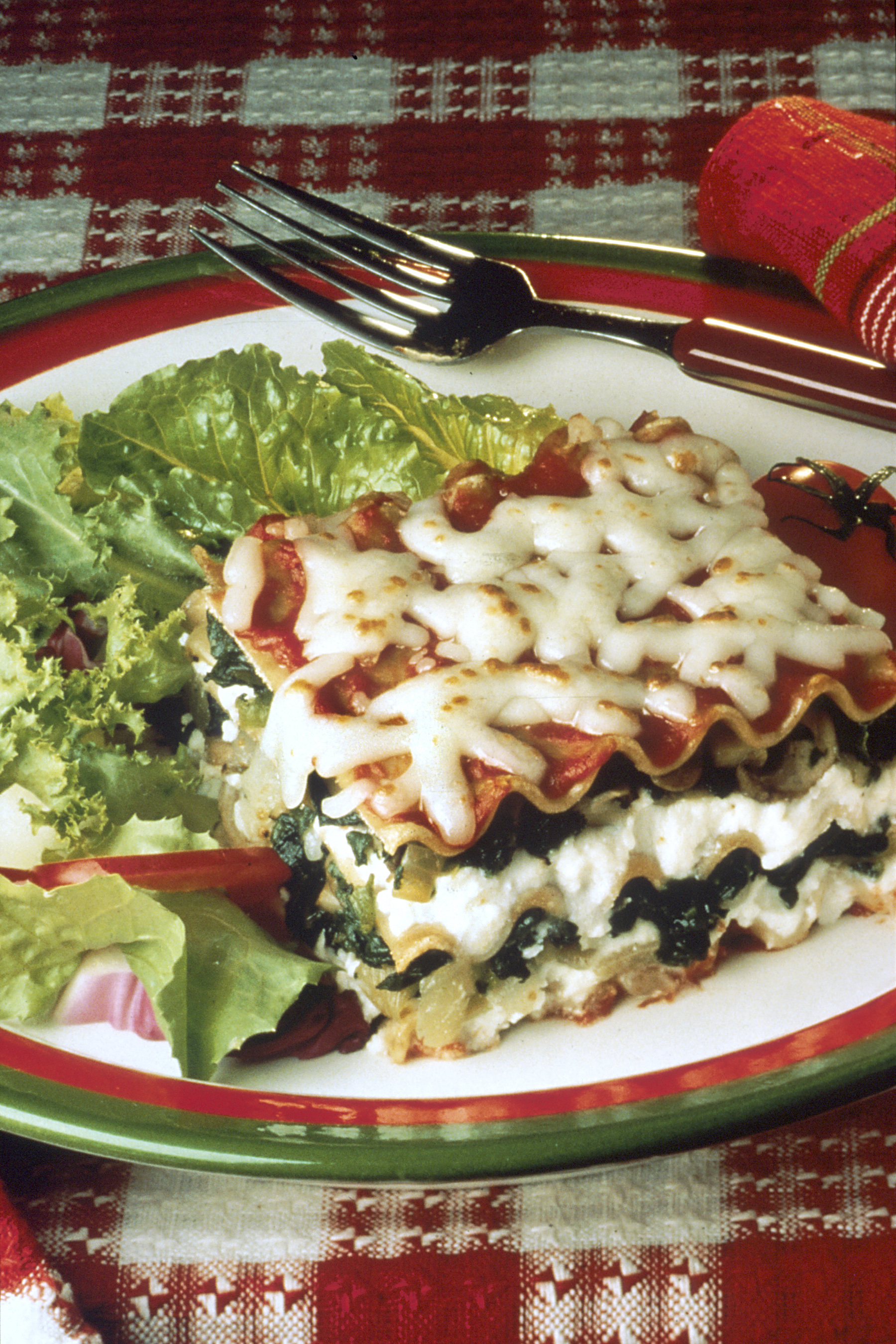
Món Lasagne verdi.

Lasagna, hoặc Lasagne, (phát âm là [lazaɲɲa], số nhiều [lazaɲɲe]) là một loại mì phẳng, rất rộng (đôi khi có các cạnh lượn sóng). Món ăn này thường được phục vụ dưới dạng xếp lớp chồng lên nhau xen kẽ với phô mai, nước sốt, cùng với các thành phần khác như thịt hoặc rau quả. Như các món ăn khác của Ý, Lasagna có nhiều biến thể. Ở một số vùng, đặc biệt là ở các vùng phía nam của Ý, nước sốt có thể là một loại nước sốt cà chua đơn giản và Ragu, trong khi ở các khu vực khác, đặc biệt là ở miền Bắc Ý, món nước sốt Bechamel được sử dụng rộng rãi. Lasagna đã trở thành một món ăn phổ biến ở khắp nơi trên thế giới, từ châu Âu đến châu Mỹ.
Lasagne Verdi có nghĩa là "màu xanh lá cây lasagne" là mì ống Lasagna kết hợp rau chân vịt nấu chín.